# Słp (gmina Wełes)
Słp (mac. С'лп) – wieś w centralnej Macedonii Północnej, administracyjnie i terytorialnie należąca do gminy Wełes. W 2002 roku liczyła 47 mieszkańców.

położenie wsi na mapie gminy

Według danych ze spisu powszechnego przeprowadzonego w 2002 roku, Słp zamieszkiwało 47 osób deklarujących następującą narodowość: 
- Macedończycy – 46 (97,87%)
- Serbowie – 1 (2,13%)